# Kodeks 0141
Kodeks 0141 (Gregory-Aland no. 0141) CL13 (Soden) – grecki kodeks uncjalny Nowego Testamentu na pergaminie, paleograficznie datowany na X wiek. Rękopis jest przechowywany jest we Francuskiej Bibliotece Narodowej (Gr. 209) w Paryżu. Dawniej był klasyfikowany jako minuskuł.

## Opis
Do dziś zachowało się 349 kart kodeksu (28 na 20 cm) z tekstem Ewangelii Jana, jednak z pewnymi lukami. Tekst biblijny opatrzony został komentarzem (katena). Tekst kateny odbiega od standardowego.
Tekst pisany jest dwoma kolumnami na stronę, w 31 linijkach w kolumnie.
Rękopis nie zawiera tekstu Pericope adulterae, oraz tekstu J 5,4.

## Tekst
Tekst kodeksu reprezentuje mieszaną tradycję tekstualną. Kurt Aland zaklasyfikował go do kategorii III.

## Historia
Scrivener datował rękopis na X-XII wiek, C.R. Gregory datował go na X wiek. W ten sam sposób datuje go obecnie INTF.
Rękopis należał niegdyś do Boistallera wraz z innymi rękopisami NT (m.in. 10).
Rękopis został dodany do listy rękopisów Nowego Testamentu przez Scholza. Opisany został przez Burgona i Paulin Martin.
Scholz zaliczył rękopis do minuskułów. Na liście minuskułów NT zajmował pozycję 314 (314e). Gregory w roku 1908 zaliczył go do uncjałów.
Rękopis cytowany jest w krytycznych wydaniach greckiego Nowego Testamentu (NA26, NA27). W NA27 cytowany jest jako świadek trzeciego rzędu.